# کمیته کوبایی ضد-برده‌داری

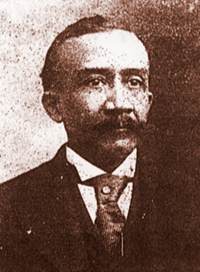
«ساموئل آر. اسکاترون»، رئیس کمیته کوبایی ضد-برده‌داری

در دهه ۱۸۷۰، بسیاری از فعالان در ایالات متحده توسط تصمیم رئیس‌جمهور یولیسیز اس. گرانت در برابر انقلاب جاری در کوبا که تلاش می‌کرد برده‌داری را در قلمرو اسپانیایی سرنگون سازند، رویکرد بی‌طرفی را در پیش گرفته بود، ناامید شدند. تعداد زیادی از افراد برجسته می‌خواستند پایان برده‌داری کوبا و موفقیت شورشیان را ببینند و همچنین ایالات متحده شورشیان را به عنوان جنگجویان مشروع به رسمیت بشناسد. «کمیته کوبایی ضد-برده‌داری» که از همین‌جا الهام گرفته و بعضی اوقات جامعه ضد برده‌داری کوبا نیز از آن یاد می‌شود، اولین بار در دسامبر ۱۸۷۲ در مؤسسه کوپر در نیویورک گرد هم آمدند. ساموئل آر. اسکاترون کمیته را رهبری نمود که رویدادها را سازمان‌دهی می‌کرد، در حالی‌که کشیش «هنری هایلند گارنت» به عنوان منشی و سخنگو خدمت می‌نمود.

## پیشینه تاریخی
در سال ۱۸۶۸ میلادی، احساسات براندازی برده‌داری و نارضایتی از اداره مادرید فوران، جنگ داخلی را در کوبا برافروخت. این جنگ که به جنگ ده ساله معروف است، از سال ۱۸۶۸ تا ۱۸۷۸ میلادی ادامه داشت که در آن شورشیان کوبایی در برابر قوای استعماری اسپانیایی در پهلوی سایر موارد به هدف استقلال کوبا و براندازی برده‌داری کوبا می‌جنگیدند. ایالات متحده که اخیراً جنگ داخلی و براندازی برده‌داری را تجربه کرده و خود را از متحدان بالقوهٔ شورشیان کوبایی نشان داده بود، تعداد زیادی از رهبران شورشی کوبا، تبعیدی‌ها و فعالان ضد برده‌داری در ایالات متحده طرفدار مداخله آمریکا در این جنگ بودند.
اداره گرانت در خصوص این‌که آیا مداخله کند یا نکند منقسم شده بود. وزیر جنگ جان راولینگ و دانیل سیکلز سفیر در اسپانیا، طرفدار مداخله در کوبا بودند. خود رئیس‌جمهور گرانت با هدف شورشیان هم‌نظر بود. با این حال، کسان دیگری در سیاست آمریکا، به‌ویژه وزیر خارجه همیلتون فیش بیشتر در خصوص مداخله ابهام داشتند. آن‌ها مداخله زودهنگام بعد از جنگ داخلی آمریکا را بی‌تدبیری می‌دانستند و فکر می‌کردند که مداخله آمریکا در امور کوبا می‌تواند آمریکا را در یک وضعیت دشوار دیپلماتیک قرار دهد. به روابط نژادی آمریکا و توانایی مردم کوبا در حکومت بر خود به دیده شک می‌نگریستند. نتیجتاً، رئیس‌جمهور گرانت پیشنهاد کرد که تحت شرایط خاص، از جمله اعطای استقلال کوبا و براندازی برده‌داری کوبا، به عنوان میانجی میان مادرید و شورشیان کوبایی عمل کند. ایالات متحده فراتر از این پیشنهاد، مداخله‌ای نکرد.

## مراحل آغازین

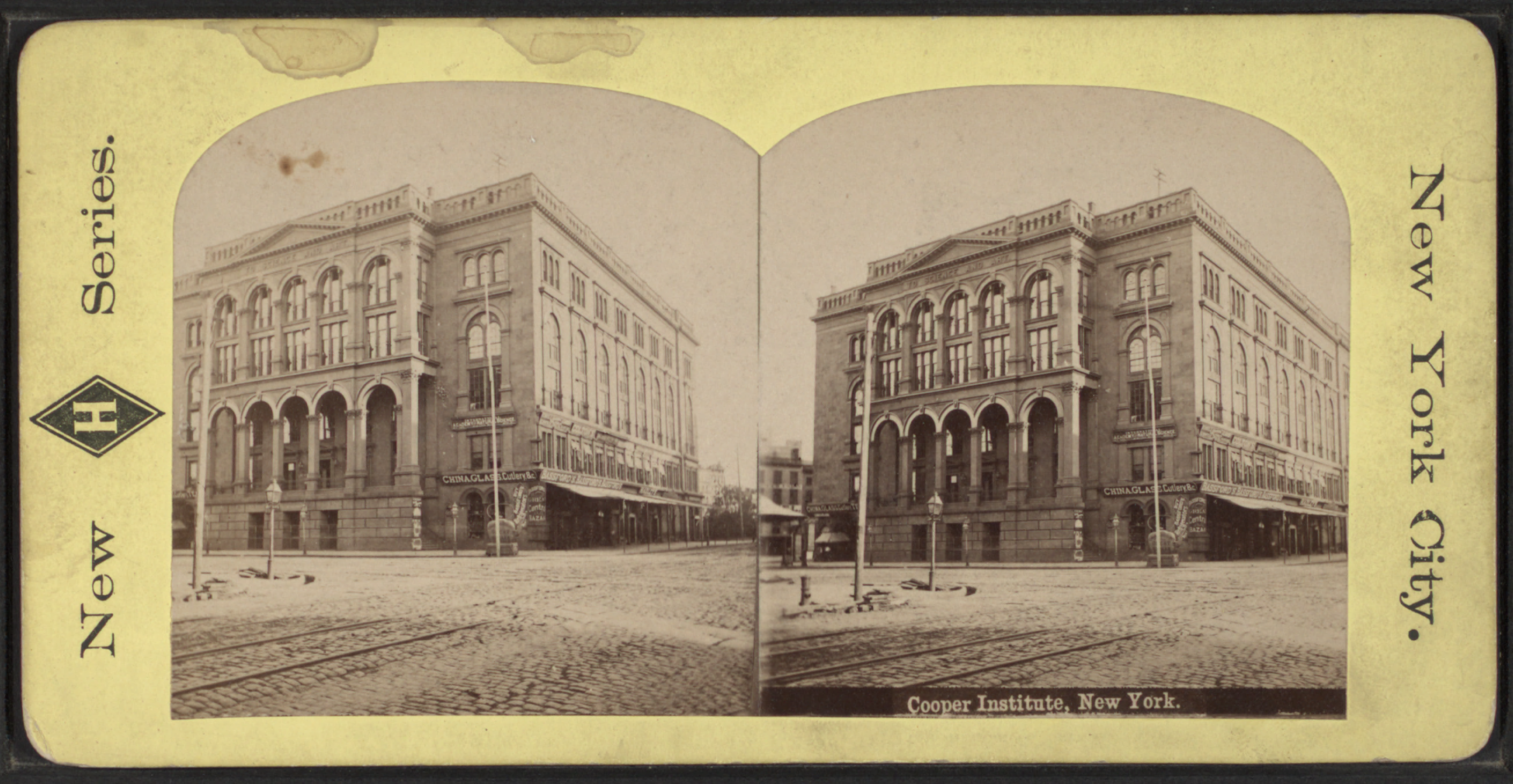
مؤسسه کوپر در نیویورک، موقعیت اولین ملاقات کمیته ضد برده‌داری کوبایی.

هنری هایلند گارنت و دیگران به دلیل شاهد بودن تعداد زیاد برده‌های قبلی که بنابر وضعیت جاری از کوبا فرار کرده و به ایالات متحده آمدند، کمیته ضد برده‌داری را شکل دادند. گارنت و دیگران در حمایت از جنبش کوبا سریع عمل نمودند، زیرا جنبش آزادی‌خواهی کوبا چند-نژادی و براساس مدلی بود که می‌خواستند در آمریکا پیاده نمایند. اولین جلسه در مؤسسه کوپر در منهتن برگزار گردید. در فاصله کوتاهی بعد از آن، جلسه دیگری در بوستون گرفته شد.
در اولین جلسه طیف گستردهٔ از افراد حضور یافتند. در حالی‌که آفریقاییان آمریکایی‌تبار و مهاجرین کوبا اکثریت حاضرین را تشکیل می‌دادند، گزارش‌گران و سایر افراد که آنجا حاضر بودند، تلاش می‌کردند تا این گردهم‌آیی به‌صورت گسترده پخش شده و دارای تنوع باشد. گارنت سخنان اصلی را در سالون بزرگ مؤسسه ارائه کرد که حاضرین از آن بسیار استقبال کردند. این جلسه منتج به ایجاد کمیتهٔ گردید که هدف آن جمع‌آوری امضا در سراسر کشور در حمایت از براندازی برده‌داری در کوبا بود. به عین ترتیب، جلسات بعدی در شهرهای دیگر، از جمله بوستون، فلادلفیا، بالتیمور، سانفرانسیسکو و واشینگتن دی سی طرح گردید.

## هدف
کمیته یاد شده اساساً به منظور جمع‌آوری حمایت برای یک کمپاین فشار، به هدف رسمیت‌شناسی و حمایت ایالات متحده از جنگجویان کوبایی، ایجاد گردید. اعضای بنیان‌گذار آن جنگ کوبا را یک جنگ علیه برده‌داری و استعمارگرایی جهان قدیم با دسته‌بندی تمام نیم‌کره، می‌دانستند. بادرنظرداشت ساختار چندنژادی قوای شورشی، آن‌ها این را به عنوان یک مدل برای کمک میان‌نژادی و برابری در ایالات متحده قلم‌داد می‌نمودند.
عامل بزرگ الهام بخش برای بیشتر افراد در کمیته این امید بود، که پشتیبانی از جنبش‌های براندازی در خارج می‌تواند برابری بیشتر نژادی را در کشور به ارمغان بیاورد. مردم آفریقایی آمریکایی با وجودی‌که از برده‌داری آزاد شده بودند، هنوز هم در این دوران، به شیوه‌های مختلف تحت ستم بودند؛ بنابراین، آن‌ها اغلب حس می‌کردند که موفقیتشان ناتمام است. به‌دست آوردن موفقیت‌های بیشتر آزادی مدنی در خارج از کشور می‌توانست در تعیین اولویت‌بندی قوی فعالیت مردمی در ایالات متحده کمک کند. بسیاری از افراد، بر اساس اصول ذکر شده در اعلامیه آزادی، همچنین حس می‌کردند که جنگیدن برای براندازی برده‌داری در خارج از کشور، وظیفه ذاتی ایالات متحده است.
فعالیت کشیش گارنت با سازمان، به صورت خاص، وقف توسعه این پیشنهاد بود، که برده‌داری تا زمانی که در همه‌جا شکست نخورد، مغلوب نشده‌است و کار فعالان آفریقایی آمریکایی تا زمانی‌که برده‌داری از آمریکا محو نشود، به انجام نرسیده‌است. در پرتو این دیدگاه، انقلاب کوبا تداوم تلاش‌های براندازی برده‌داری بود که جدیداً در ایالات متحده موفق شده بود.

## اعضای برجسته

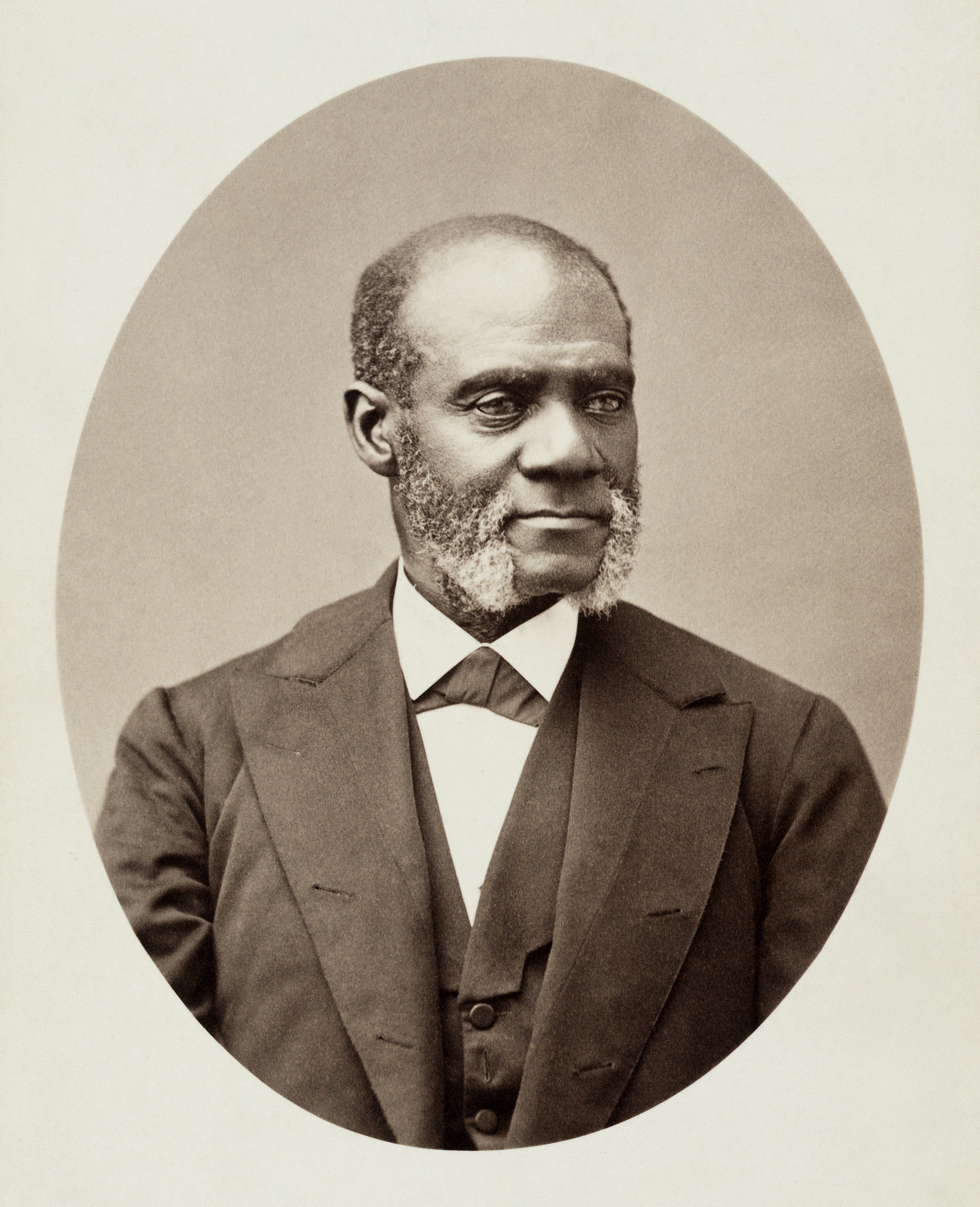
«هنری هایلند گارنت» وزیر کمیته کوبایی ضد-برده‌داری.

ساموئل ریموند اسکاترون از اعضای بنیان‌گذار و رهبر کمیته بود. اسکاترون، حدوداً در سال ۱۸۴۳ میلادی متولد شده و یک عضو برجسته جامعه آفریقایی آمریکایی در شهر نیویورک بود و به‌خاطر کشف میله پرده معروف است. او در تمام عمر و تا زمان مرگ در ۱۴ اکتوبر ۱۹۰۸ به‌صورت گسترده در علل حقوق مدنی فعال بود.
هنری هایلند گارنت، منشی و یکی از اعضای بنیان‌گذار کمیته بود. او که قبلاً برده بود در ۲۳ دسامبر ۱۸۱۵ متولد شده و بعد از کسب آزادی با خانواده‌اش در شهر نیویورک بزرگ شده بود. گارنت از مؤسسه اونایدا در سال ۱۸۴۰ میلادی فارغ‌التحصیل و کشیش کلیسا بود. گارنت در ۱۲ فوریه ۱۸۸۲ هنگام خدمت به عنوان وزیرمختار و کنسولگری عمومی ایالات متحده در لیبریا از دنیا رفت. تمام عمر او پر از فعالیت‌ها در راستای پیروزی بر نابرابری‌های نژادی در ایالات متحده و خارج از آن بود.
پی بی اس پینچبک از رهبران مهم دیگر کمیته بود. او در جریان جنگ‌های داخلی در اردوی متحده خدمت کرده و زمانی که به عنوان فرماندار لویزیانا ایفای وظیفه می‌کرد، اولین فرماندار آفریقایی آمریکایی ایالات متحده شد.

## تلاش‌های سیاسی
اسکاترون، یک هفته قبل از جلسه با رئیس‌جمهور، در بالتیمور در جاده مدیسون کلیسای پروتستانت جلسهٔ را ترتیب داد. در این جلسه، او به جمع‌آوری امضا برای نمایندگی از کمیته در کنگره پرداخت. جلسه بالتیمور همچنین به دلیل این‌که حضور گسترده زنان محلی را در خود داشت، یک نشان برابری در جنبش بود.
گارنت و دیگران از کمیته، به تعداد نامعلوم امضا را که تخمیناً به چندین هزار می‌رسید، از جلسات نیویورک و سایر جاها به رئیس‌جمهور گرانت و کنگره ارائه کردند. رئیس‌جمهور گرانت با هیئت کمیته جلسهٔ داشت، اما بعد از مشورت با کابینه، هیچ اقدامی از سوی اداره گرانت صورت نگرفت که باعث بی‌میلی گارنت و سایرین از کمیته گردد.
سایر اعضای هیئت به قصر سفید عبارت از اسکاترون، جورج داونینگ و جی ام لانگستون بود. ممکن است که این دادخواهی شامل بیشر از ۵٬۰۰۰ اسم شده و به ده‌ها هزار افزایش یافت.
دادخواهی یادشده خواستار اعطای رسمیت از سوی دولت ایالات متحده به جنگجویانی بود، که جنبش آزادی‌خواهی کوبا را رهبری می‌کردند. هرچند هنری تورنر یکی از اعضای کمیته در قصر سفید واضح ساخت که حداقل ۵٬۰۰۰ اسم که در دادخواهی آمده بود و آماده بودند، تا با قوای جنگجوی کوبایی برای سقوط اسپانیا و براندازی برده‌داری در منطقه بپیوندند.
این دادخواهی که به رئیس‌جمهور گرانت ارائه گردید، جنبش بزرگی را در سراسر کشور تشویق کرد، که تعداد امضاهای جمع‌آوری شده تخمیناً قریب به ده‌ها هزار تا نیم میلیون رسید. رویدادها در ساکرامنتو، سانفرانسیسکو، شهر ویرجینیا (نیوادا)، نیو اورلینز، بوستون، فیلادلفیا، نیویورک، واشینگتن دی سی وغیره برگزار گردیدند.
کمیته حس می‌کرد از آنجایی که جنبش آزادی‌خواهی در کوبا به مدت چهار سال ادامه داشته‌است، جنگجویان مستحق این هستند، که از حمایت و به‌رسمیت‌شناسی آمریکا برخوردار شوند.

## نشریات

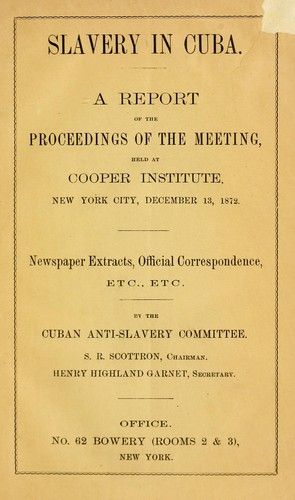
برده‌داری در کوبا، اولین گزارش با فاصله چند دقیقه از کمیته کوبایی ضد-برده‌داری

این کمیته در اوایل سال ۱۸۷۳ میلادی رسالهٔ را با عنوان برده‌داری در کوبا به‌چاپ رسانید. این رساله حاوی صورت جلسه مؤسسه کوپر در ۱۳ دسامبر ۱۸۷۲ و همچنین گل‌چینی از سخنرانی‌های جلسه، رسالهٔ در مورد برده‌داری کوبا بود که در بریتانیا برای ارائه به پارلمان تهیه شد، اگاهی‌ها برای جلسه، یک شعر و مراسلات میان جامعه ضد برده‌داری برتانیا و خارج از از آن و لارد گرانویل بود. این رساله در دفاتر «نیویورک سان» چاپ شده و از دفتر کمیته در گوشه جاده برآوری و کانال به فروش می‌رسید. کل شمارگان تکثیر شده آن مشخص نبوده و تأثیرات آن غیرقابل تعریف است اما از نظر ارائه اهداف کمیته و روش‌هایی که فعالان آفریقایی آمریکایی از آن برای پیشبرد مدافعه نژادی در آستانه جنگ داخلی استفاده می‌کردند، به کار می‌رفت. نشر برده‌داری در کوبا به عنوان مثالی دیده می‌شود که چگونه فعالان آفریقایی آمریکایی شبکه‌های قدیمی جنبش براندازی برده‌داری قبل از جنگ داخلی را برای استمرار مدافعاتشان بازتعریف کردند.

## ارتباط با انقلابیان کوبا

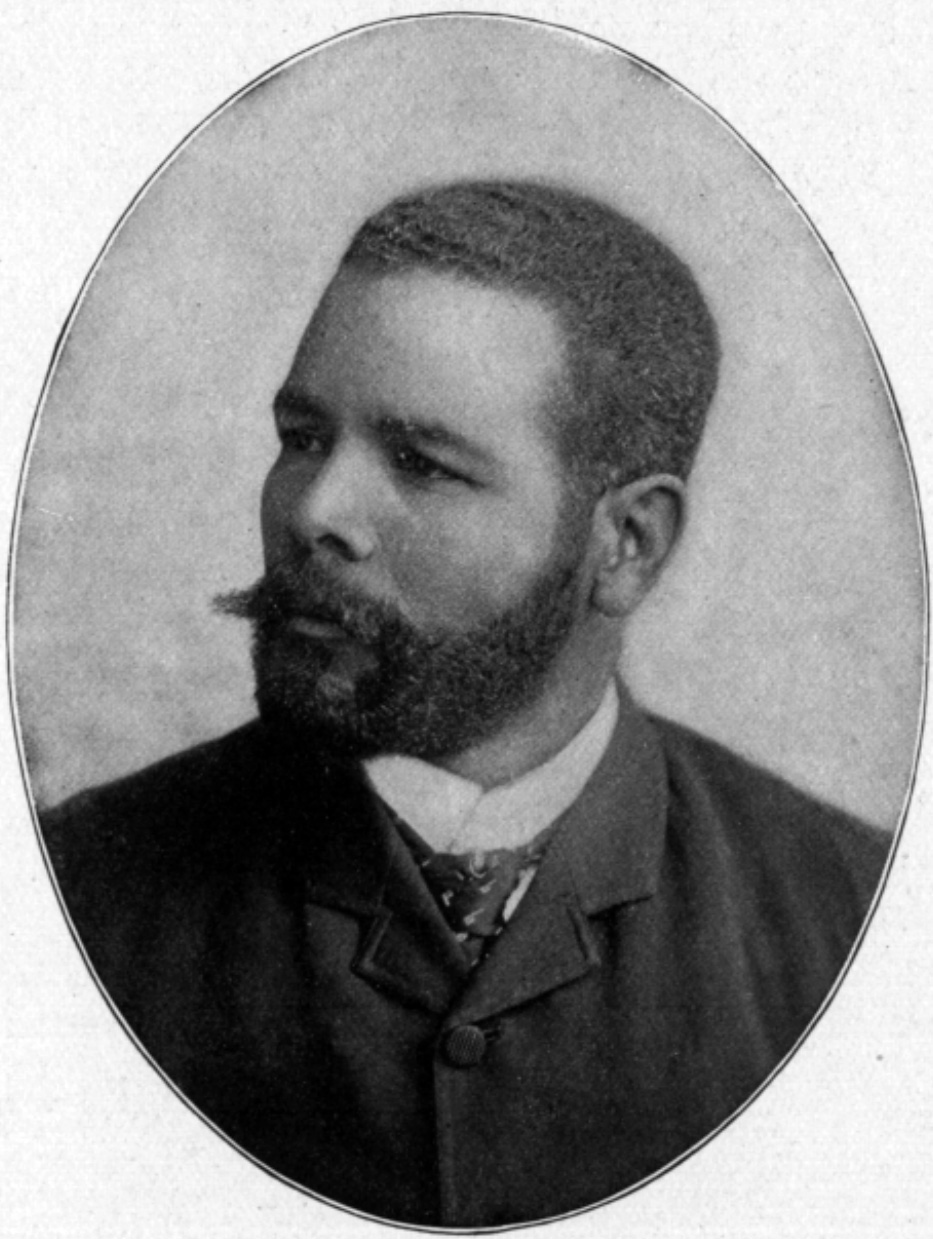
«آنتونیو ماکئو»، انقلابی کوبایی

رهبران کمیته، به امید ایجاد یک استراتژی مؤثر اغلب با انقلابیون کوبا در ارتباط بودند. رهبران کمیته همچنین از سوی انقلابیان برجسته کوبا تحسین می‌شدند، که مثال برجسته آن تمجید گارنت توسط خوزه مارتی است. به‌رسمیت‌شناسی مهم دیگر برای پیشبرد جنبش زمانی به‌وجود آمد که جنرال مشهور انقلابی کوبا، خوزه آنتونیو ماسیو با رهبران جامعه ضد برده‌داری خارجی، سازمان جانشین کمیته، ملاقات کرد که یقیناً اعضای برجسته کمیته را دربرداشت.

### عکس‌العمل اسپانیا
دولت اسپانیا عمیقاً نگران حمایت داخلی ایالات متحده بود، که در کوبا بر علیه آن‌ها عمل می‌کرد. آن‌ها مأمورانی را برای مشاهده و احتمالاً منقطع ساختن جلسات کمیته می‌فرستادند. مأموران همچنین برگه‌هایی را پخش می‌کردند که آمریکایی‌ها را نسبت به خطرات احتمالی حمایت از جنبش آزادی‌خواهی کوبا، هشدار می‌داد.